# Shahrestān-e Joghatāy
Shahrestān-e Joghatāy (persiska: شهرستان جغتای, جغتای) är en delprovins (shahrestan) i Iran.   Den ligger i provinsen Razavikhorasan, i den nordöstra delen av landet, 500 km öster om huvudstaden Teheran.
Delprovinsen hade 49 175 invånare 2016.